# Albert Kluyver
Albert Jan Kluyver, nizozemski mikrobiolog in biokemik, * 3. junij 1888, Breda, Nizozemska, † 14. maj 1956.
Znan je predvsem po uveljavitvi koncepta, da so vsi organizmi na molekularni ravni primerljivi, saj je verjel, da biokemične procese v vseh vodijo enaki mehanizmi. Po njegovi zaslugi je bila ta ideja splošno sprejeta še pred odkritjem univerzalnega genetskega koda.